# LIFT – Leszbikus Identitások Fesztiválja
A LIFT – Leszbikus Identitások Fesztiválja a Labrisz Leszbikus Egyesület szervezésében 2005 ősze óta évente megrendezett kulturális fesztivál. A fesztivál budapesti helyszíneken – Kultiplex, Merlin színház, Művész mozi, Cöxpon, MÜSZI, Kossuth Klub, Labrisz iroda – különböző programokat, filmvetítéseket, műhelybeszélgetéseket, irodalmi esteket, társastánc oktatást, kártyaklubokat és leszbikus bulikat foglal magába. A programsorozat elsődleges célkitűzése a különböző kreatív alkotásokon keresztül a leszbikus és biszexuális nők személyes élményeinek és társadalmi megítélésének láthatóbbá tétele, valamint a leszbikussággal kapcsolatos hamis sztereotípiák oldása. A Labrisz 2007 óta évente megrendezi a fesztivált.

## A rendezvény mottója
„A LIFT egy olyan közösségi felvonó, amibe ha beszállsz, magad és mások felé is nyitsz. Ez a lift beemel egy inspiráló női térbe és végül beér egy feminista kultúr-révbe. Tetőtől talpig bevon, és közös pontokhoz visz, ahol fenntartások nélkül esik szó sok mindenről. Megtárgyaljuk, hogy momentán milyen színű rúzzsal csókolt homlokon a múzsa, vagy, hogy hogyan érintett meg a politika azokon a napokon is, de arra is akad alkalom, ha éppen felskiccelnél egy társastáncot, vagy annak adnál inkább hangot, hogy a társadalom sztereóban tipizál. És még sorolhatnám.
A LIFT az a közegből lett közösség, ahol a hasonlóság alapvetés, de nincsenek címkék. Hiszen leszbikusságunkban is sokfélék, nőiségünkben sokrétűek vagyunk, mert a nőiség nem reked meg egy szinten. Ahogyan a LIFT sem reked meg, de jobb, ha tudod: az nem para, ha bent ragadsz.”

## A fesztiválok listája
| Sorszám   | Időpont                 | Helyszín(ek)                                                                     | Megnyitó személy                                             | Mottó                     | Honlap, programfüzet |
| --------- | ----------------------- | -------------------------------------------------------------------------------- | ------------------------------------------------------------ | ------------------------- | -------------------- |
| I.        | 2005. október 29.       | Kultiplex                                                                        |                                                              |                           |                      |
| II.       | 2007. szeptember 29.    | Merlin Színház                                                                   | Enyedi Ildikó                                                |                           |                      |
| III.      | 2008. szeptember 12-13. | Merlin Színház                                                                   | Csákányi Eszter                                              | "Indul a máternoszter..." |                      |
| IV.       | 2009. október 5-10.     | Merlin Színház Művész Mozi                                                       | Péterfy Bori                                                 | "Időt-álló leszbikusok"   |                      |
| V.        | 2010. október 11-16.    | Merlin Színház Művész Mozi                                                       | Oláh Ibolya                                                  | "Határtalan leszbikusok"  |                      |
| VI.       | 2011. október 24-30.    | Merlin Színház Művész Mozi Labrisz Iroda                                         |                                                              | "Lázadó leszbikusok"      |                      |
| VII.      | 2012. október 11-14.    | Cirko-Gejzír Cökxpôn Café Theater Vis Major                                      | Bíró Kriszta                                                 | "Te magad légy!"          |                      |
| VIII.     | 2013. október 11-13.    | MÜSZI - Művelődési Szint                                                         | Sándor Erzsébet                                              | "Nyolcadik utas a babám"  |                      |
| IX.       | 2014. november 7-9.     | MÜSZI - Művelődési Szint                                                         | Artner Sisso                                                 | "15 év törvényen belül"   |                      |
| X.        | 2015. november 6-8.     | Kossuth Klub Labrisz Iroda                                                       | Szvoren Edina                                                | "Tíz van, babám!"         |                      |
| XI.       | 2016. október 7-9       | Ferencvárosi Művelődési Központ (FMK) Művelődési Szint (MÜSZI) Közkincs Könyvtár | Bán Zsófia                                                   | "1+1 nő"                  |                      |
| csak buli | 2017. november 11.      | Labrisz iroda                                                                    | Szülinap a LIFT-ben! - 18 éves a Labrisz Leszbikus Egyesület |                           |                      |
| XII.      | 2018. október 26-28.    | Bálint Ház BARhole Music Közkincs Könyvtár                                       | Egyed Brigitta                                               | "Van, ami összeköt!"      |                      |
| XIII.     | 2019. november 8-10.    | Három Holló Közkincs Könyvtár                                                    | Bárdos Deák Ágnes, Müller Zsófia                             | "Hosszú távú kapcsolat"   |                      |
| XIV.      | 2023. október 13-15.    | Bálint Ház Közkincs Könyvtár                                                     | Törley Katalin                                               | "Nők ellenszélben"        |                      |
| XV.       | 2024. november 22-24.   | CEU Itt és Most Társulat 2B Galéria                                              | Gálvölgyi Dorka                                              | "Időtálló leszbikusok"    |                      |

## Külső hivatkozások
- Hivatalos weboldal
- A fesztivál a Humen Magazin weboldalán[halott link]
- Facebook-oldal